# Caladenia fuscata
Caladenia fuscata är en orkidéart som först beskrevs av Heinrich Gustav Reichenbach, och fick sitt nu gällande namn av Mark Alwin Clements och David Lloyd Jones. Caladenia fuscata ingår i släktet Caladenia och familjen orkidéer. Inga underarter finns listade i Catalogue of Life.

## Bildgalleri

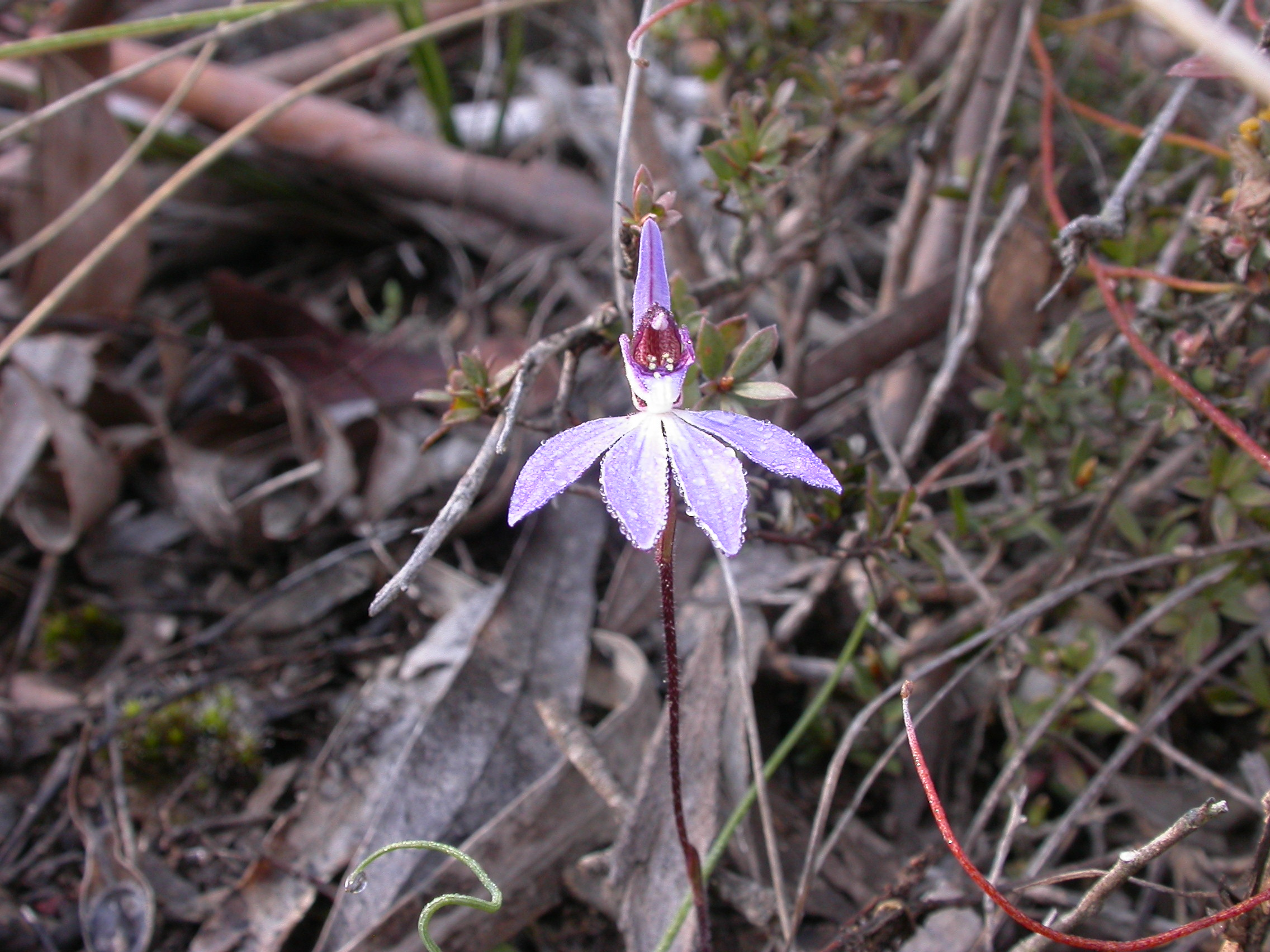
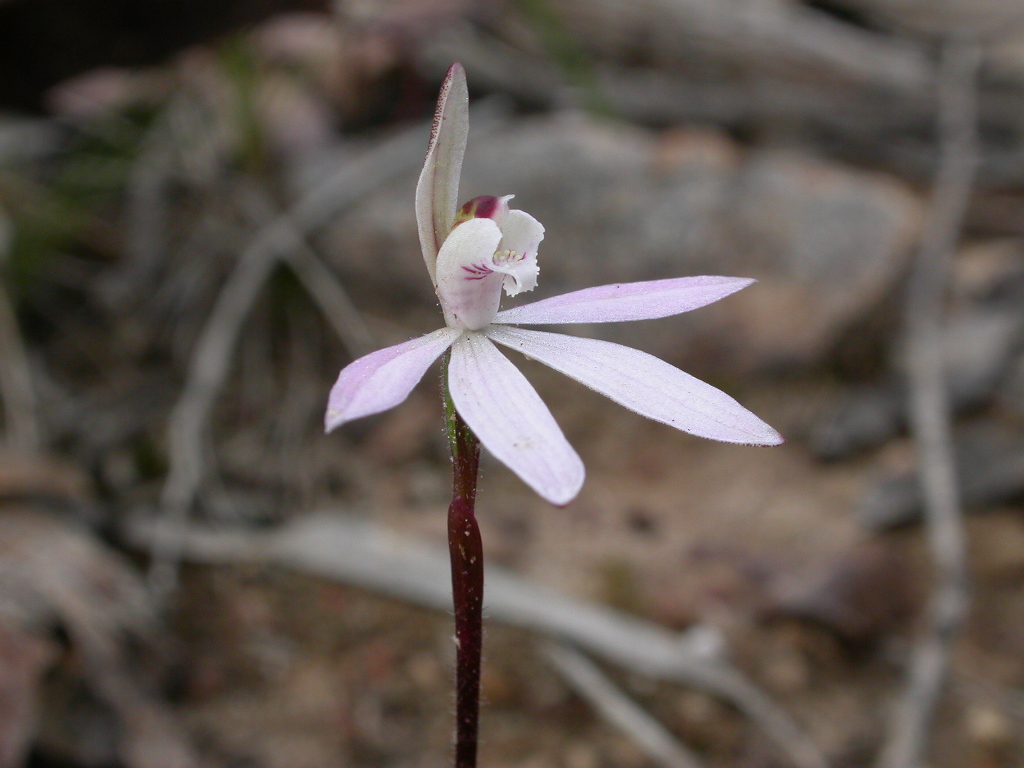
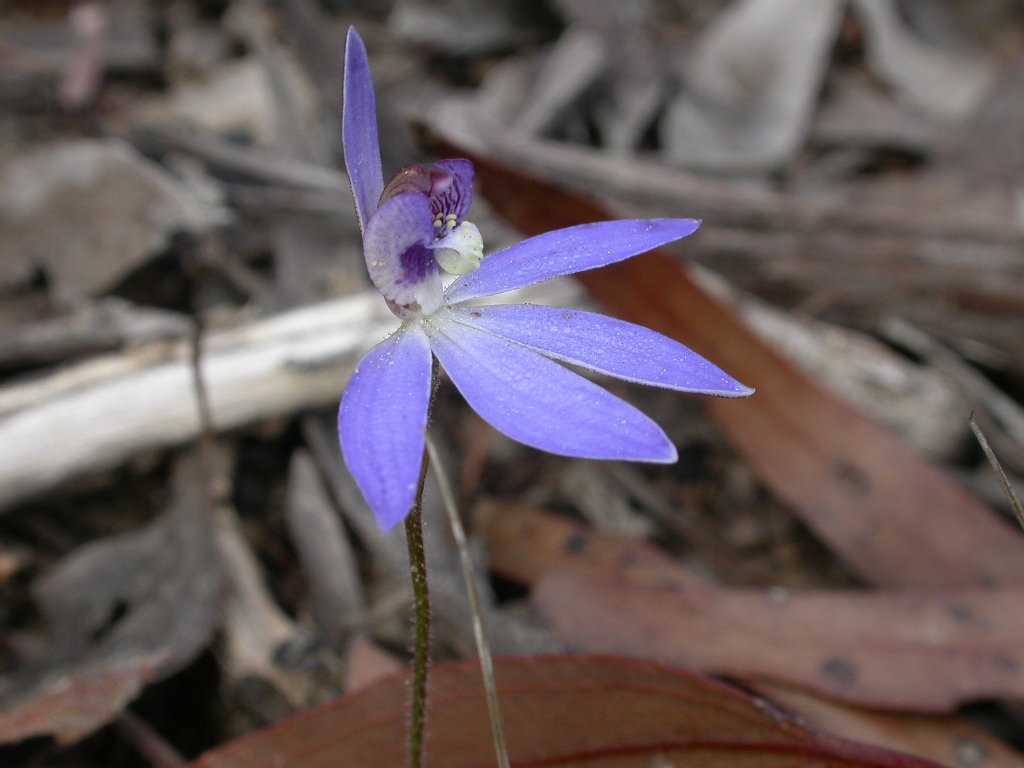
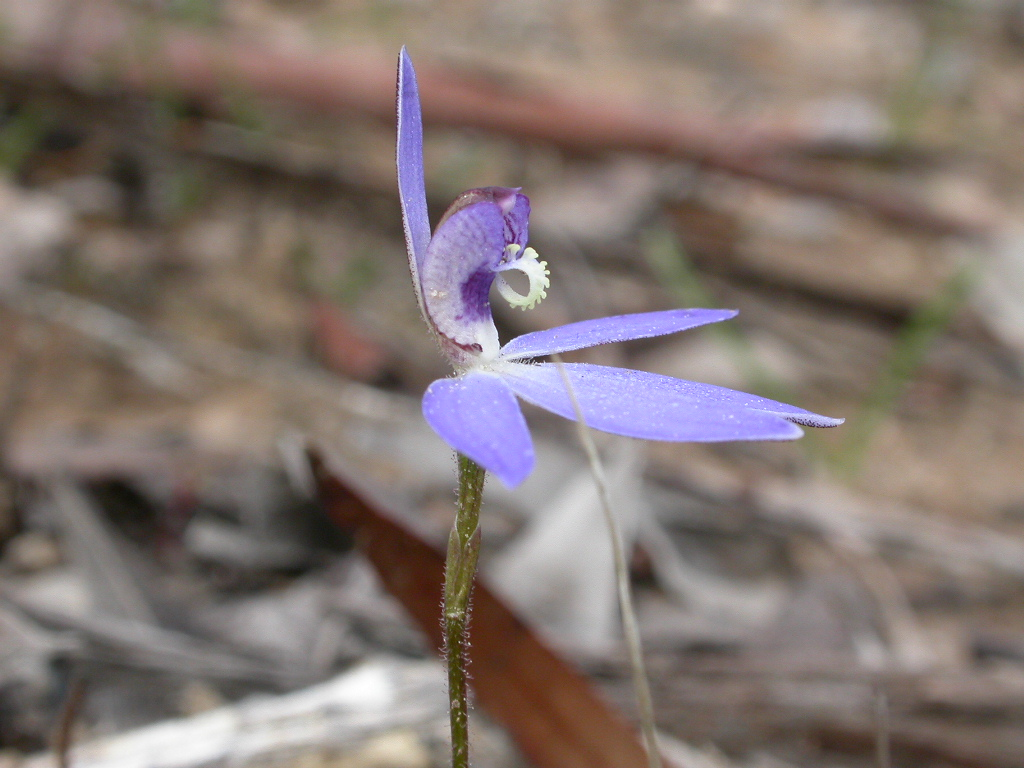